# Akobo (rijeka)
Akobo  je granična rijeka između Etiopije i Južnog Sudana. 
Od svog izvora na Etiopskoj visoravni kod mjesta Mizan Teferi (Zona Ilubabor, Oromia) rijeka teče pravilno u pravcu zapada 434 km gdje na kraju uvire u rijeku Pibor. Potom Pibor uvire u rijeku Sobat, veliki pritok Bijelog Nila. Najveći su pritoci Akoba rijeke Cechi, Chiarini i Ovag s desne etiopske strane i rijeka Nenbari s lijeve sudanske strane.

## Akobo u povijesti
Granica između Sudana i Etiopije utvrdili su 1899. britanski bojnici HH Austin i Charles W. Gwynn. Nažalost, nisu poznavali prilike u kraju kojem su krojili sudbinu, ni sastav stanovništva, ni njihove jezike, a imali su i vrlo skromne zalihe pa im se žurilo. Umjesto da graničnu liniju odrede na temelju etničkih skupina i njihovih povijesnih područja, oni su se uglavnom pri određivanju granice držali prirodnih granica koje su tvorile rijeke Baro (sa sjevera) i Akobo (sa zapada). Ova je granica potvrđena Anglo-etiopskim ugovorom 1902. i ostala je do danas. Zbog te granice izbijaju brojni sukobi između Etiopije i Sudana.